# The Best of Kiss, Volume 1: The Millennium Collection
The Best of Kiss, Volume 1: The Millennium Collection je kompilační album skupiny Kiss z roku 2003. Album je první z trojdílné kolekce Millennium a obsahuje největší hity skupiny z let 1974 až 1979.

## Seznam skladeb
| Základní verze | Základní verze                | Základní verze | Základní verze | Základní verze |
| Pořadí         | Název                         | Autor          | Hlavní zpěvák  | Délka          |
| -------------- | ----------------------------- | -------------- | -------------- | -------------- |
| 1.             | Strutter                      | Paul Stanley   | Stanley        | 3:13           |
| 2.             | Deuce                         | Gene Simmons   | Simmons        | 3:06           |
| 3.             | Hotter Than Hell              | Stanley        | Stanley        | 3:31           |
| 4.             | C'mon and Love Me             | Stanley        | Stanley        | 2:59           |
| 5.             | Rock and Roll All Nite (Live) | Simmons        | Simmons        | 4:04           |
| 6.             | Detroit Rock City (Remix)     | Stanley        | Stanley        | 3:39           |
| 7.             | Beth                          | Peter Criss    | Criss          | 2:48           |
| 8.             | Hard Luck Woman               | Criss          | Criss          | 3:34           |
| 9.             | Calling Dr. Love              | Simmons        | Simmons        | 3:46           |
| 10.            | Love Gun                      | Stanley        | Stanley        | 3:18           |
| 11.            | Christine Sixteen             | Simmons        | Simmons        | 3:14           |
| 12.            | I Was Made for Lovin' You     | Stanley        | Stanley        | 4:31           |
| Celková délka: | Celková délka:                | Celková délka: | Celková délka: | 38:24          |

## Obsazení
- Paul Stanley – rytmická kytara, zpěv
- Gene Simmons – basová kytara, zpěv
- Ace Frehley – sólová kytara, zpěv
- Peter Criss – bicí, zpěv

## Hosté
- Anton Fig – bicí na I Was Made for Lovin' You